# Volvo B7RLE
Volvo B7RLE — городской коммерческий низкопольный автобус большой вместимости производства Volvo Bussar. Вытеснен с конвейера Volvo B8RLE.

## Особенности
Volvo B7RLE похож на своего предшественника, B10BLE. По сути, B7RLE — передняя секция шасси B7L, соединённая с задней секцией шасси B7R. Первоначально B7RLE оснащался 6-цилиндровым дизельным двигателем D7C объёмом 7,3 литра с турбонагнетателем и промежуточным охладителем, производя 250 или 275 л. с. и соответствуя стандарту выбросов стимула Евро-3. Этот двигатель был заменён 7,1-литровым двигателем Volvo D7E мощностью 290 л. с., соответствующим стандартам выбросов по стимулам Евро-3/Евро-4/Евро-5. В отличие от B7L, двигатель B7RLE установлен в центре заднего свеса, а не сбоку, что решает проблему проникновения двигателя в салон. Volvo B7RLE также оснащён дисковыми тормозами и ABS.